# قرار مجلس الأمن التابع للأمم المتحدة رقم 842
قرار مجلس الأمن التابع للأمم المتحدة رقم 842، الذي تم تبنيه بالإجماع في 18 يونيو 1993، بعد إعادة التأكيد على القرار 743 (1992) بشأن قوة الأمم المتحدة للحماية والقرار 795 (1992) الذي أذن بوجودها في جمهورية مقدونيا، رحب المجلس بزيادة عدد أفراد قوات حفظ السلام في البلاد.
رحب القرار بإعلان الولايات المتحدة عن نشر 300 جندي إضافي في مقدونيا بحلول يوليو 1993،  إلى جانب 700 جندي إسكندنافي موجود بالفعل في البلاد.

## روابط خارجية
- نص القرار في undocs.org